# SLC30A1
SLC30A1‏ (Solute carrier family 30 member 1) هوَ بروتين يُشَفر بواسطة جين SLC30A1 في الإنسان.

## الوظيفة
ينظم SLC30A1 نفاذية الزنك عبر قناة الكالسيوم من النوع L. كما يُخفّض SLC30A1 تدفق Zn++ وتدفق Ca++، مما يحمي الخلايا من آثار نفاذية الكاتيون المفرطة.